# PGC 30714
PGC 30714 (auch NGC 3245A) ist eine leuchtschwache Balken-Spiralgalaxie vom Hubble-Typ SBb im Sternbild Kleiner Löwe am Nordsternhimmel. Sie ist schätzungsweise 57 Millionen Lichtjahre von der Milchstraße entfernt und hat einen Durchmesser von etwa 60.000 Lichtjahren. Gemeinsam mit NGC 3245 bildet sie ein gravitativ gebundene Galaxienpaar.

Im selben Himmelsareal befinden sich u. a. die Galaxien NGC 3232, NGC 3234, NGC 3235, IC 2572.